# 凱提號驅逐艦 (DD-137)
凱提號驅逐艦（舷號DD-137）是一艘美國海軍建造的驅逐艦，為維克斯級驅逐艦的63號艦。她是美軍第一艘以凱提為名的軍艦，以紀念美國內戰時期的海軍軍官奧古斯塔·凱提（Augustus Kilty）。
凱提號在1917年於馬爾島海軍造船廠開始建造，在1918年下水服役，其時第一次世界大戰已經結束。稍後凱提號分別在大西洋及東太平洋執勤，於1922年退役封存。第二次世界大戰爆發後，凱提號重返現役，負責近海商船護航。太平洋戰爭爆發後，凱提號在1943年改裝為高速運輸艦，並參與所羅門群島戰役、新畿內亞戰役及菲律賓戰役 (1944年-45年)。戰後凱提號在1945年退役除籍，並在1946年出售拆解。